# Petrov Dol, Varna
Petrov Dol (în bulgară Петров Дол) este un sat în comuna Provadia, regiunea Varna,  Bulgaria. 

## Demografie
Componența etnică a satului Petrov Dol
     Bulgari (93,49%)
     Nicio identificare (3,79%)
     Altele (2,71%)
La recensământul din 2011, populația satului Petrov Dol era de 369 locuitori. Din punct de vedere etnic, majoritatea locuitorilor (93,49%) erau bulgari. Pentru 3,79% din locuitori nu este cunoscută apartenența etnică.